# Gerhard Gundermann

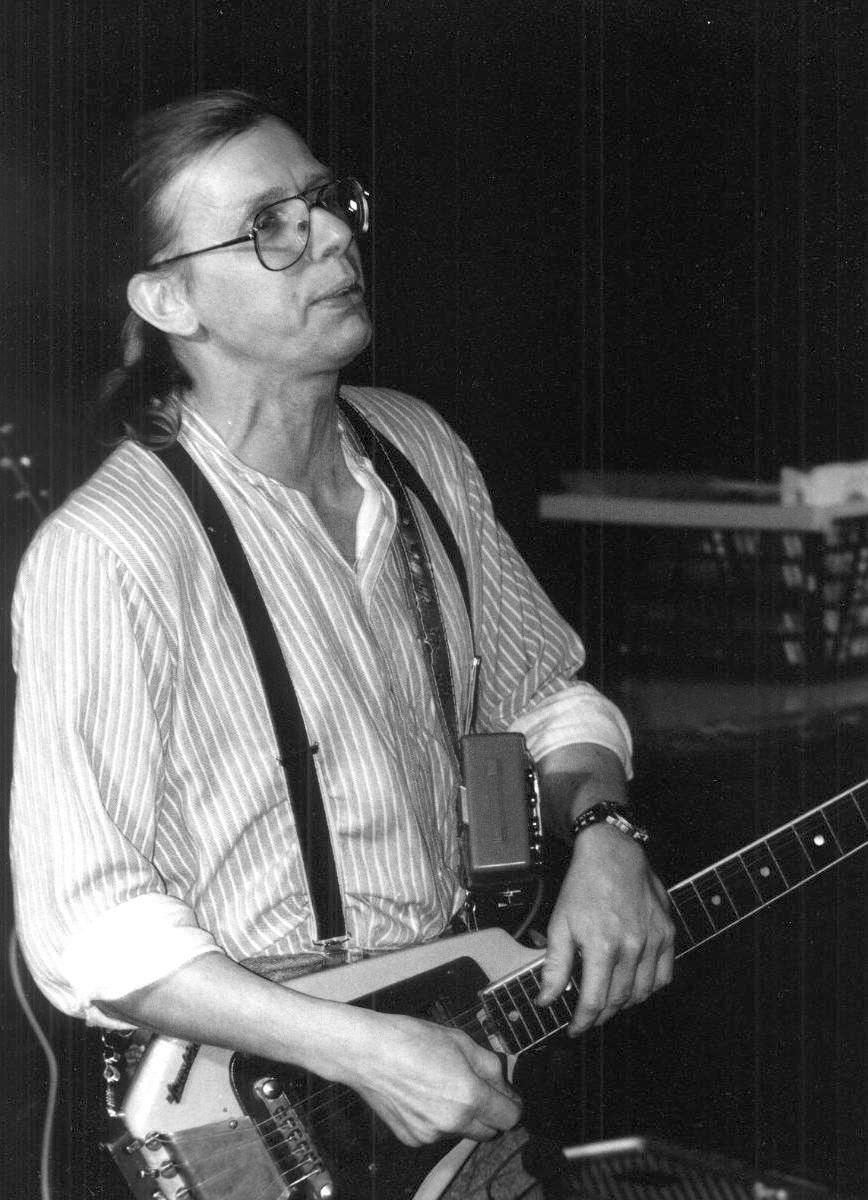
Gerhard Gundermann (1994)

Gerhard Rüdiger „Gundi“ Gundermann (* 21. Februar 1955 in Weimar; † 21. Juni 1998 in Spreetal) war ein deutscher Liedermacher und Rockmusiker.
In der DDR galt der Baggerfahrer Gundermann ab den 1980er Jahren als Sprachrohr der Menschen im Lausitzer Braunkohlerevier. Nach der deutschen Wiedervereinigung widmete er sich verstärkt dem Umweltschutz und äußerte sich kritisch über die soziale Entwicklung im Osten Deutschlands.
Seine oft von einem melancholischen Unterton geprägten Lieder spiegeln teils eine sehr persönlich wirkende Auseinandersetzung mit niedergehenden Industrierevieren, Leben und Sterben, einfachen Alltagsgeschichten, Umwelt oder Arbeitslosigkeit wider. Durch die derart vermittelten Themen gelten Gundermanns Lieder als getragen von einer persönlichen Authentizität.
Gundermann war von 1976 bis 1984 Inoffizieller Mitarbeiter (IM), was 1995 bekannt wurde.

## Leben

### Kindheit und frühe Jahre
Gerhard Gundermann zog 1967 nach Hoyerswerda im Bezirk Cottbus. Als Zwölfjähriger fand Gundermann eine aus dem Krieg stammende Pistole 08 seines Vaters, die er Spielkameraden zeigte. Sein Vater wurde wegen illegalen Waffenbesitzes zu einer Bewährungsstrafe verurteilt und brach daraufhin jeden Kontakt zu ihm ab. Gundermann beschrieb 1979 diese Episode in dem Lied 08.
1973 legte Gundermann sein Abitur ab und studierte im Rahmen der Ausbildung zum Politoffizier der NVA zunächst in Löbau an der Offiziershochschule der Landstreitkräfte „Ernst Thälmann“, dort sang er im Armeesingeklub. Da er sich weigerte, ein Loblied auf den General Heinz Hoffmann zu singen, wurde er 1975 exmatrikuliert.

### Erwerbstätigkeit
Gundermann arbeitete vorrangig als Baggerfahrer im Braunkohlebergbau.
Die längste Phase der Erwerbstätigkeit war 1975 bis 1992 im Tagebau Spreetal. Er begann als Hilfsarbeiter, absolvierte die Abendschule zum Facharbeiter 1976 und bestand 1978 die Prüfung zum Baggerfahrer. Er fuhr den Schaufelradbagger SRs 500/630 mit der Gerätenummer 1417. Sein konfliktbehaftetes Wirken an diesem Arbeitsplatz ist im Film Gundi Gundermann dokumentiert.
1992 wurde Gundermann in den Tagebau Scheibe versetzt und arbeitet weiterhin als Baggerfahrer. Durch den Wechsel von Ort und Kollegen werden die Beziehungen fragiler und das Ende immer absehbarer: Zum Jahresende 1996 wurde er entlassen.
1997 war Gundermann zunächst kurz arbeitslos. Er begann eine Umschulung zum Tischler. Dabei leistete ihm der Staat finanzielle Unterstützung. Seine Schwierigkeiten im Handwerk und mit dem Radioprogramm der Kollegen sind im Film Gundermann – Ende der Eisenzeit dokumentiert.

### Musik

#### Brigade Feuerstein
1978 fuhr Gundermann mit dem Singeklub Hoyerswerda zum Festival des politischen Liedes nach Ost-Berlin, wo er auch noch später auftrat. Im selben Jahr benannte sich der Singeklub in Brigade Feuerstein um. Das musikalische Märchen Raskadonien wurde erstmals aufgeführt.
1980/1981 schrieb Gundermann zusammen mit Alfons Förster das Kindermusical Malvina, mit dem er zusammen mit der Brigade Feuerstein erfolgreich tourte. Gundermanns spätere Ehefrau Conny war Mitglied der Gruppe und spielte die Titelrolle der Malvina.

#### Erste Erfolge als Solokünstler

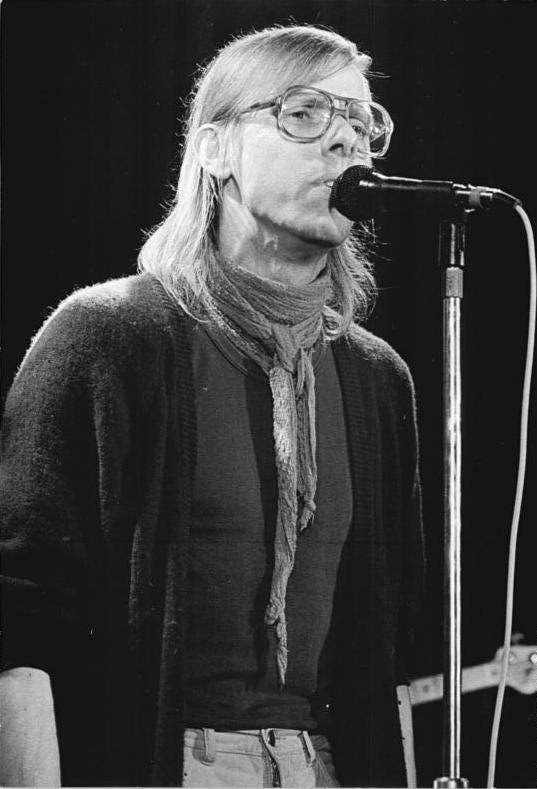
Gerhard Gundermann, 1989

1986 hatte er erste Soloauftritte als Liedermacher und gewann 1987 den Hauptpreis und den Preis der Schallplatte bei den Chansontagen der DDR. 1988 erschien sein erstes Album Männer, Frauen und Maschinen, das nicht im Liedermacher-Stil, sondern mit Rockmusikanten wie Tina Tandler und Peter Gläser eingespielt wurden. Diesen Stil setzte er live und im Studio fort (z. B. Gundermann und Freunde, Die Wilderer unter anderem mit Delle Kriese, ab 1992 dann Gundermann & Seilschaft unter anderem mit Tina Powileit). In dieser Zeit trennten sich Gundermann und die Brigade Feuerstein, da sich seine hohen Ansprüche nicht mehr mit denen der Bandmitglieder vertrugen. 1989 löste sich die Band auf, doch nach der politischen Wende gab es sporadisch noch einige gemeinsame Auftritte. Gundermann wirkte als Texter für die Silly-Alben Februar (1989) und Hurensöhne (1993) mit. Andersherum wirkten die Silly-Mitglieder Rüdiger Barton, Uwe Hassbecker, Hans-Jürgen Reznicek und Herbert Junck am Gundermann-Album Einsame Spitze (1992) mit. Auch kulturpolitisch mischte Gundermann sich ein: Auf dem Kongreß der Unterhaltungskunst der DDR hielt er am 1. März 1989 eine Rede, die dem neuen Denken von Michail Gorbatschow entsprach.

#### Durchbruch und Popularität im Osten
In den 1990er Jahren konnten der „singende Baggerfahrer aus der Lausitz“ und seine Seilschaft mit Titeln wie Engel über dem Revier (musikalische Verarbeitung der für sein Leben einschneidenden Entlassung aus dem Tagebau 1997) oder Hier bin ich geboren (Reflexion der eigenen Heimat und Herkunft) eine wachsende Fangemeinde um sich versammeln. Mit seinem breiten Themenspektrum in den Songs über niedergehende Industriereviere, Leben und Sterben, einfache Alltagsgeschichten, Umwelt oder Arbeitslosigkeit wurde Gundermann im Osten populär, während er in den alten Bundesländern nahezu unbekannt blieb. Die kritisch-poetische Analyse der deutschen Wiedervereinigung und ihrer Folgen für Ostdeutschland nahm auf seinen späteren Platten eine zentrale Stelle ein. Besonders wichtig war ihm die Auseinandersetzung mit Themen wie Ausbeutung, Mensch, Natur, Ökologie sowie Armut, Arbeit und Reichtum.

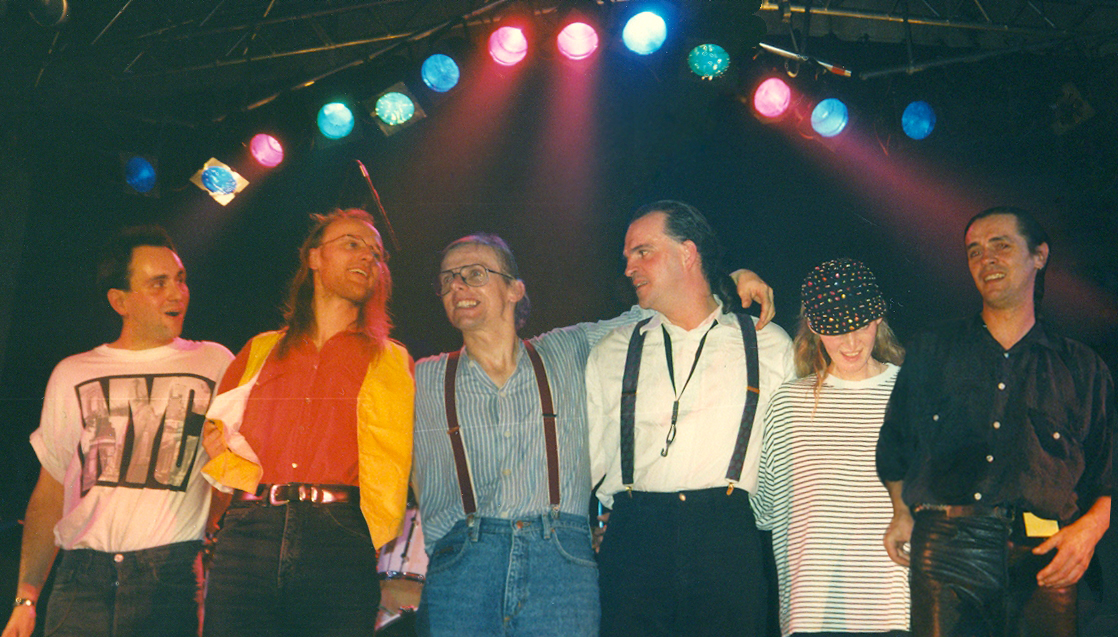
Gundermann (Mitte) & Seilschaft, 1993 im Kesselhaus in der Kulturbrauerei in Berlin

Neben seinen Band-Auftritten mit seiner Band Seilschaft, die auch alle Alben ab 1993 einspielte, tourte Gundermann häufig als Liedermacher mit seinen Soloprogrammen und wirkte an verschiedenen Projekten mit, beispielsweise am Programm Doppelkopp mit dem Liedermacher Manfred Maurenbrecher. 1994 spielten Gundermann & Seilschaft im Vorprogramm von Bob Dylan und Joan Baez.
1997 unterstützte er die Gründung des Liedermacherfestivals Hoyschrecke in der Kulturfabrik Hoyerswerda, in deren Räumen er kurz vor seinem Tod noch mehrere Konzerte spielte. Sein letztes Konzert spielte er eine Woche vor seinem Tod in Krams. Es wurde noch im selben Jahr posthum als CD veröffentlicht.

### Mitgliedschaft in der SED, Tätigkeit als IM, politische Aktivitäten
Das Ministerium für Staatssicherheit warb Gundermann 1976 als Inoffiziellen Mitarbeiter (IM) an. Er wählte den Decknamen „Grigori“. Dies war ein damaliger Spitzname von ihm, weil er so agitatorisch verhielt wie Grigori Kossonossow aus Die Kuh im Propeller von Michail Sostschenko, die vor allem in der von Manfred Krug rezitierten Version im Rahmen von Lyrik – Jazz – Prosa bekannt war. Während seiner Zeit als IM erhielt er für seine Tätigkeit insgesamt 1500 Mark und 1981 die Artur-Becker-Medaille in Bronze, eine Auszeichnung der FDJ.
1977 wurde Gundermann Kandidat der SED (die Vorstufe zur Vollmitgliedschaft), im darauffolgenden Jahr schloss man ihn „wegen unerwünschter eigener Meinung“ aus der Partei aus. Nach Protesten wurde der Ausschluss jedoch in eine „strenge Rüge“ umgewandelt. 1984 wurde er wegen „prinzipieller Eigenwilligkeit“ endgültig aus der SED ausgeschlossen. Im selben Jahr beendete das Ministerium für Staatssicherheit die Zusammenarbeit mit ihm.
Zu den Volkskammerwahlen am 18. März 1990 kandidierte er erfolglos für das Aktionsbündnis Vereinigte Linke.
Im Jahr 1995 kam Gundermanns Tätigkeit für das Ministerium für Staatssicherheit ans Licht. Sein Lied Sieglinde kann als musikalische Aufarbeitung dieser Vergangenheit gedeutet werden.

### Familie
Gundermann heiratete 1983. Seine Frau Cornelia („Conny“), die er seit der Schulzeit kannte, brachte zwei Kinder mit in die Ehe, 1992 kam die gemeinsame Tochter Linda zur Welt. Anlässlich ihrer Geburt komponierte er das gleichnamige Lied.

### Lebensstil
Gundermann rauchte nicht und trank auch keinen Alkohol. Er ernährte sich vegetarisch.
Auch als ihm allein seine Musik längst ein existenzsicherndes Einkommen garantierte, ging er seiner Erwerbstätigkeit nach. Seine Maxime, nicht von der Kunst, sondern von „echter“ Arbeit zu leben, um eine kommerzielle Vermarktung seiner Lieder zu verhindern, führte zu einem übermäßig anstrengenden Lebenswandel mit extrem wenig Schlaf. Oftmals fuhr er von seinen dreistündigen Konzerten direkt zur Schicht oder umgekehrt, ohne sich eine Pause zu gönnen.

### Tod

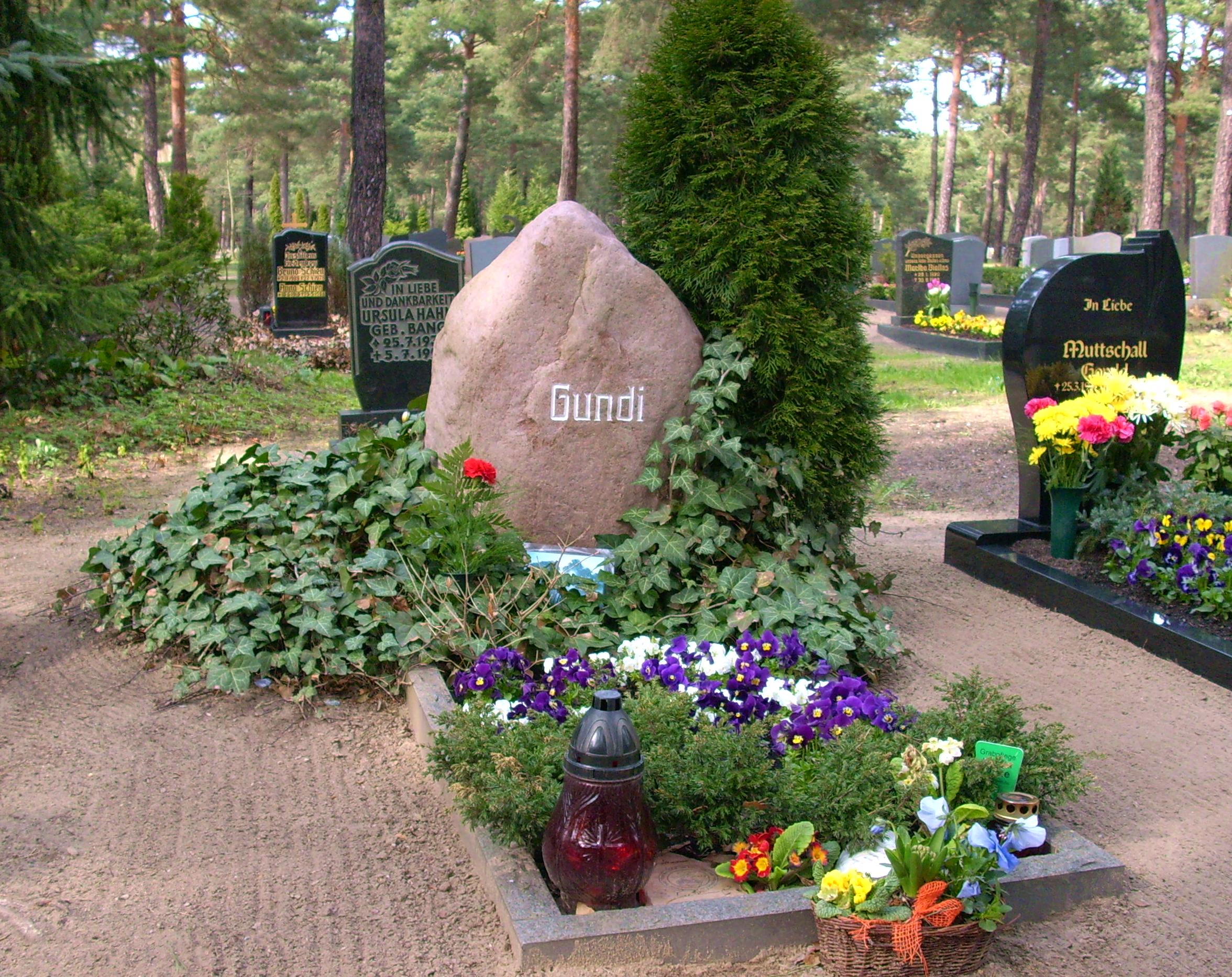
Gundermanns Grab auf dem Waldfriedhof in Hoyerswerda

Gerhard Gundermann starb im Juni 1998 mit 43 Jahren in seinem Wohnort Spreetal an einem Schlaganfall. Er hinterließ seine Frau und vier Kinder. Sein Grab befindet sich auf dem Waldfriedhof in Hoyerswerda (Abteilung RG II). Auf der Beerdigung wurde sein Lied Gras zitiert und instrumental gespielt.

## Nachwirkung

### Bis zur Wiedervereinigung der Seilschaft
Am 12. September 1998 fand an der Freilichtbühne in Berlin-Weißensee ein großes Gedenkkonzert für Gundermann statt, an dem die Seilschaft sowie zahlreiche Künstler und Weggefährten teilnahmen, unter anderem der Liedermacher Gerhard Schöne, die Chansonsängerin Barbara Thalheim, der Schauspieler Thomas Rühmann und die Brigade Feuerstein.
Seit 1999 hat sich der aus Fans und Freunden bestehende Verein Gundermanns Seilschaft e. V. der Pflege seines Nachlasses verschrieben. Dabei sollen vor allem seine Lieder und die dahinterstehenden Gedanken lebendig gehalten werden.
Im Jahr 2000 gründeten einige Mitglieder des Landestheaters Tübingen um den Musiker, Schauspieler und Regisseur Heiner Kondschak die Randgruppencombo. Die 2022 aufgelöste Band spielte Gundermann-Songs und hat mehrere Alben veröffentlicht. Im gesamten Bundesgebiet gab sie mehr als hundert Konzerte und trug maßgeblich dazu bei, Gundermann und seine Lieder auch in den alten Bundesländern bekannt zu machen.
Der niederländische Liedermacher Johan Meijer übersetzte im Jahr 2008 Lieder von Gundermann ins Niederländische und spielte sie auf der CD Hondsdraf ein. Hondsdraf ist die niederländische Bezeichnung der Blume Gundermann.

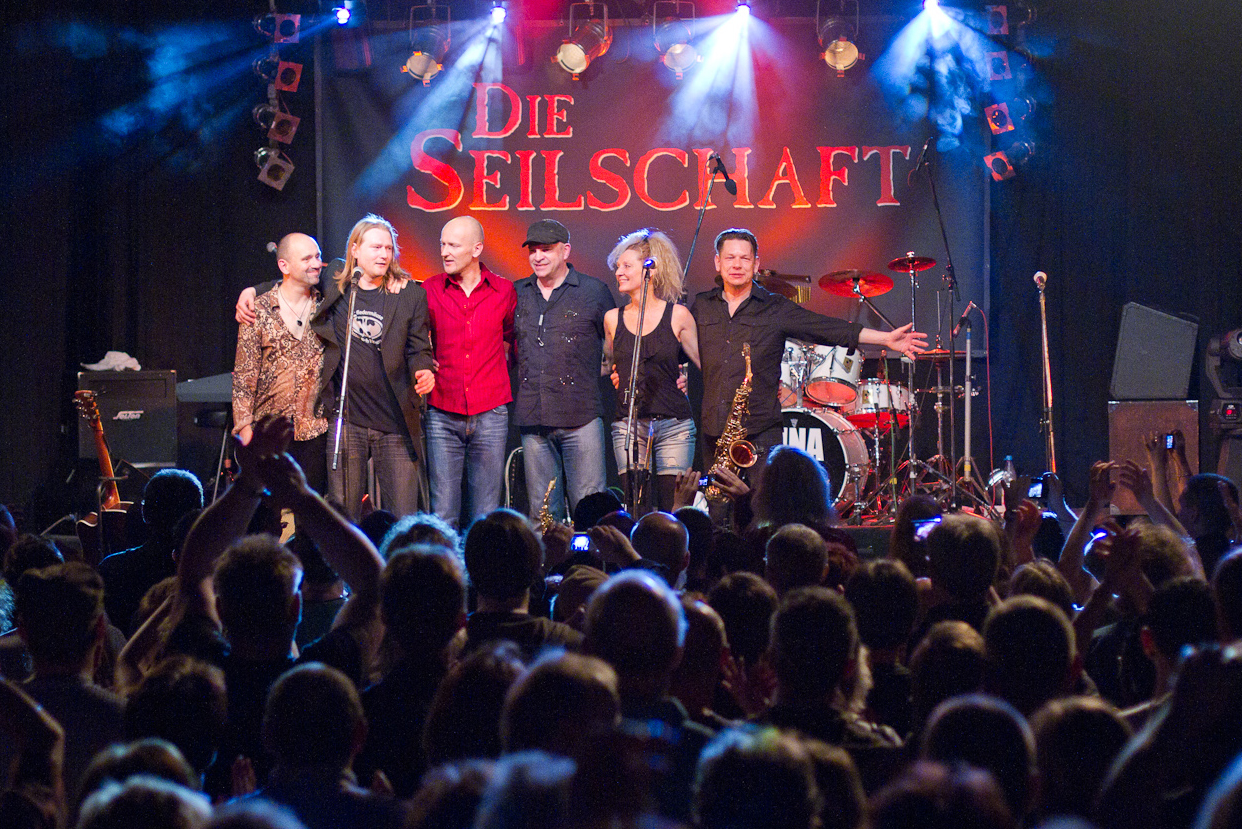
Die Seilschaft im Berliner Postbahnhof, 2012

Anlässlich des zehnten Todestages von Gundermann fand am 21. Juni 2008 in der Berliner Columbiahalle ein Gedenkkonzert statt. Auf diesem Konzert traten unter anderem die Seilschaft, die Randgruppencombo, Polkaholix, Christian Haase sowie Silly auf. Das Konzert wurde aufgezeichnet, große Teile der Aufzeichnung wurden 2009 auf der DVD Alle oder Keiner – Tribut an Gerhard Gundermann veröffentlicht.
Seit 2010 ist Gundermanns Band Die Seilschaft wieder aktiv und gibt deutschlandweit zahlreiche Konzerte. Als Sänger und Gitarrist ist nun der Liedermacher/Musiker Christian Haase eingestiegen und komplettiert damit die Band.

### Seit dem 60. Geburtstag

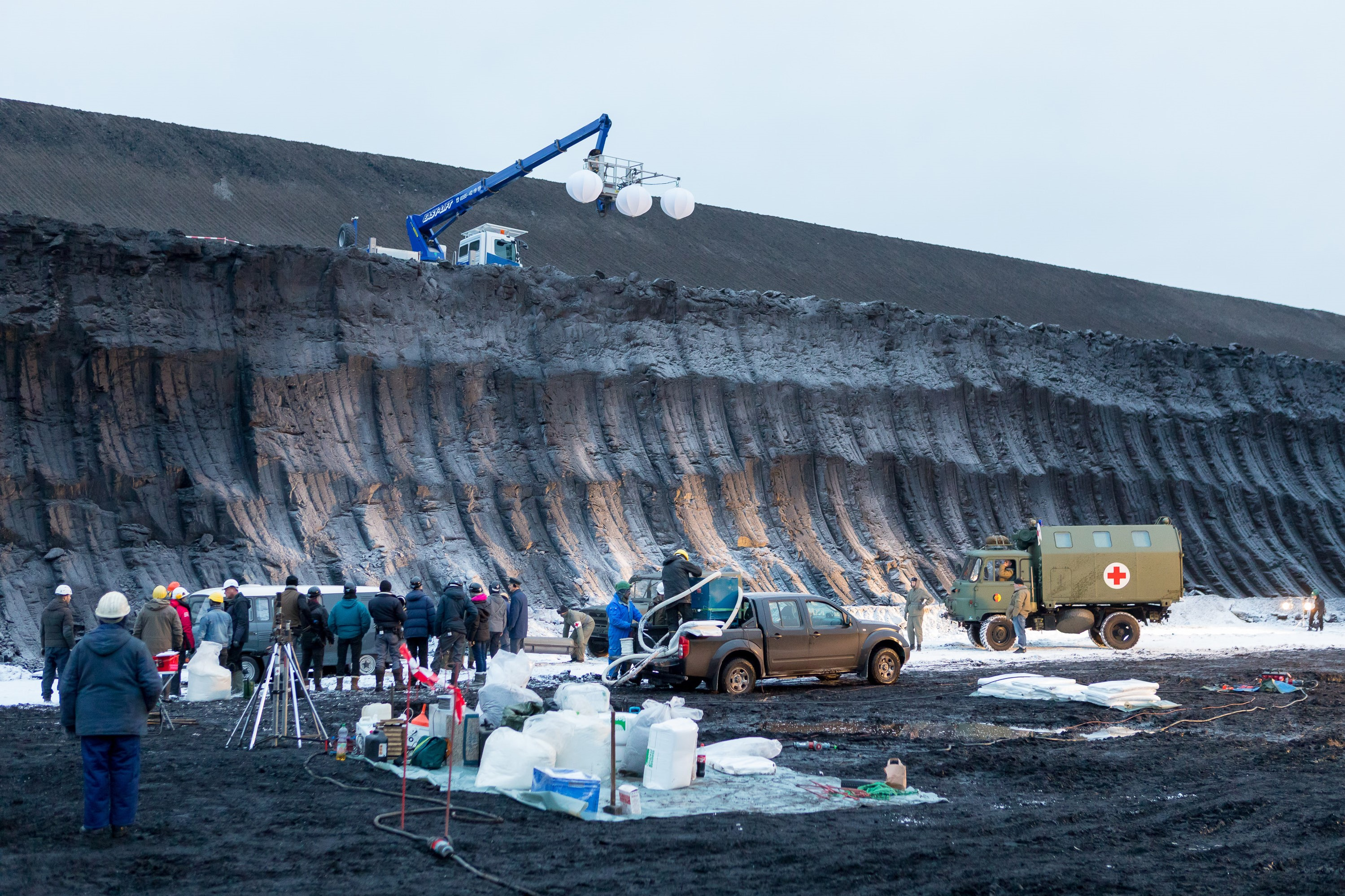
Dreharbeiten zu Andreas Dresens Gundermann-Spielfilm im Tagebau Nochten

Zu Gundermanns 60. Geburtstag organisierten Axel Prahl und Andreas Dresen 2015 ein Konzert im Berliner Kesselhaus in der Kulturbrauerei. Neben ihrer Band traten Judith Holofernes, Gisbert zu Knyphausen, Tobias Morgenstern und Hans-Eckardt Wenzel auf. Da das Tribut-Konzert sehr früh ausverkauft war, wurde es am 22. Februar wiederholt.
Im Oktober 2017 begannen nach dem Drehbuch Laila Stielers unter der Regie von Andreas Dresen die Dreharbeiten für eine Filmbiografie. Alexander Scheer übernahm die Titelrolle in Gundermann, Axel Prahl hatte eine Nebenrolle. Am 23. August 2018 lief der Film in den deutschen Kinos an.

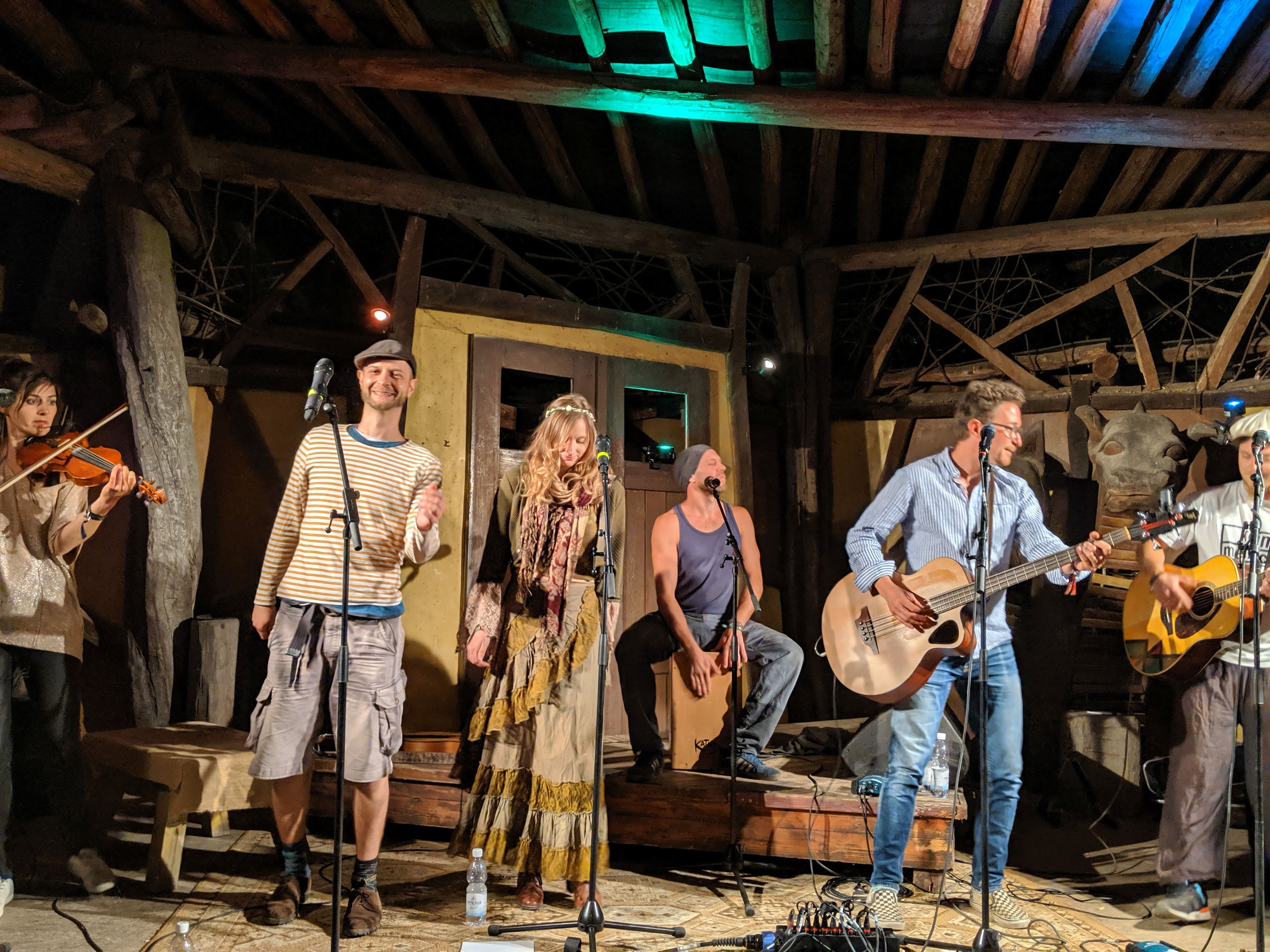
Linda und die lauten Bräute auf dem Folklorum 2019, Kulturinsel Einsiedel

Gundermanns Tochter Linda gründete 2018 gemeinsam mit Mitgliedern der Bands Schnaps im Silbersee, Hasenscheisse sowie Lari & die Pausenmusik das Projekt Linda und die lauten Bräute, die Gundermann covert.
Die Kulturfabrik Hoyerswerda baut ein Archiv von Tonträgern, Videos und Erinnerungsstücken an Gerhard Gundermann auf.

## Auszeichnungen
- 1987: mit der Brigade Feuerstein bei den DDR-Chansontagen in Frankfurt (Oder) den Hauptpreis des VEB Deutsche Schallplatten für das Programm Männer, Frauen und Maschinen. (Dies ermöglichte die Produktion der gleichnamigen LP.)
- 1994: mit der Seilschaft den Jahrespreis der Liederbestenliste für den Song Sehnsucht nach dem Rattenfänger.

## Musikalische Veröffentlichungen

### Diskografie

#### Studioalben
- 1988: Männer, Frauen und Maschinen
- 1992: Einsame Spitze
- 1993: Der 7te Samurai (Gundermann & Seilschaft)
- 1995: Frühstück für immer (Gundermann & Seilschaft)
- 1997: Engel über dem Revier (Gundermann & Seilschaft)

#### Posthum
- 1998: Krams – Das letzte Konzert (Liveaufnahme des letzten Konzerts eine Woche vor seinem Tod)
- 1998: Live im Tränenpalast (Gundermann & Seilschaft), Video
- 1999: Unplugged (Silly + Gundermann & Seilschaft) (22. November 1994, Lindenpark Potsdam), Audio/Video
- 2000: Live-Stücke I (überwiegend Gundermann & Seilschaft)
- 2004: Werkstücke II. Die Wilderer
- 2005: Torero … Werkstücke III (Solo/Live)
- 2006: Oma Else. Eine Hörgeschichte in Liedern, gelesen von Petra Kelling und Gerhard Gundermann
- 2008: Auswahl 1 – Alle oder Keiner, CD+DVD

### Mitarbeit an Alben anderer Künstler
- 1989: Februar von Silly
- 1993: Hurensöhne von Silly

### Filmmusik
- Jonny kommt, DEFA für das Fernsehen der DDR, Jugendfilm, DDR 1988, 105 Min. (mit Alfons Förster und der Brigade Feuerstein), Erstaufführungen: 25. Dezember 1988 Fernsehen der DDR 1; 1. November 1990 ZDF; 1995 Video

### Tribute-Alben (Auswahl)
- Verschiedene Interpreten:
  - 2009: Alle oder Keiner – Tribut an Gerhard Gundermann (21. Juni 2008, Columbiahalle Berlin) (2CD, auch als DVD)
  - 2015: Gundis Lieder – Gundis Themen (2CD)
  - 2019: Mit ’nem Lied fang ich erst mal an – Gundermanns Lieder in Europa – Internationales Liedprojekt (Buch und CD)

- Randgruppencombo:
  - 2001: Immer wieder wächst das Gras – Die Randgruppencombo spielt Gundermann (12.–14. April 2001, Landestheater Tübingen) (2CD)
  - 2004 Live in Ost-Berlin (CD)
  - 2013 Im Postbahnhof Live 2012 (2CD)
  - 2022 Die Randgruppencombo spielt Gundermann – Abschiedskonzert 2022. Live beim Sommernachtskino Tübingen

- Die Seilschaft:
  - 2020: Live in Berlin! (2CD, auch als DVD)
  - 2024: Samurai 30/7, mit Wolfgang Niedecken und Uwe Hassbecker

- Sonstige:
  - 2008 Johan Meijer: Hondsdraf (Gundermann-Lieder auf Niederländisch) (CD)
  - 2015 Dresen, Prahl und Band: Leinen los (CD, auch mit DVD)
  - 2015 Schauspielbrigade Leipzig: Die Schauspielbrigade Leipzig singt Gundermann (2CD)
  - 2017 Christian Haase & Mario Ferraro: Lieder (CD)
  - 2018 Alexander Scheer und Band: Gundermann – Die Musik zum Film (CD, 2LP)
  - 2018 Heiner Kondschak: Wo nachts im Wald die Steine schrein – Kondschak singt Gundermann (CD)
  - 2021 Mecklenburgisches Staatstheater Schauspiel: Hier bin ich geboren – Gundermann Tribute
  - 2023 Alexander Scheer, Andreas Dresen & Band: Immer wieder nie genug – Live aus dem Festsaal Kreuzberg 2022
  - 2024 Dave Robb: Filling Station for Losers – Songs of Gundermann

## Filme
- Gundi Gundermann, Dokumentation von Richard Engel, VHS (1983) und DVD (2016)
- Gundermann – Ende der Eisenzeit, Dokumentation von Richard Engel, 95 min (1999) und DVD (2016)
- Gundermann; Filmbiografie unter der Regie von Andreas Dresen, nach dem Drehbuch von Laila Stieler, mit Alexander Scheer in der Rolle Gundermanns (2018)
- Gundermann Revier, Dokumentarfilm von Grit Lemke, 2019[24]

Weitere Dokumentationen:
- Mitwirkung im DEFA-Dokumentarfilm Die Schmerzen der Lausitz, Regie: Peter Rocha (1989/1990)[25][26]
- Mitwirkung im Dokumentarfilm Inventur wegen Geschäftsaufgabe, Regie: Bernard Mangiante, Deutschland/Frankreich (1990)[27]
- Mitwirkung im Dokumentarfilm Mit Menschen. Folge Gerhard Gundermann, MDR 1992 (YouTube).
- Mitwirkung im Dokumentarfilm Trotz Umbau geöffnet, Regie: Bernard Mangiante, Deutschland/Frankreich (1996)[28]
- Gundermann - Der singende Baggerfahrer; dokumentarisches Filmporträt des MDR (7,5 Minuten) über Gundermanns Aktivität in der DDR und die ersten Jahre seiner Karriere in der dortigen Musikszene (dokumentiert auf YouTube.com), 2013

### Allgemeine Bücher
- Hans-Dieter Schütt:
  - Gerhard Gundermann. Rockpoet und Baggerfahrer. Gespräche mit Hans-Dieter Schütt. 2 Auflagen. Schwarzkopf & Schwarzkopf Verlag, Berlin 1996 und 1999. ISBN 3-89602-055-2 (vergriffen).
  - Tankstelle für Verlierer. Gespräche mit Gerhard Gundermann. Eine Erinnerung. Karl Dietz Verlag, Berlin 2006, ISBN 3-320-02091-9 (enthält nur die Gespräche des vergriffenen Buches Rockpoet und Baggerfahrer).
- Andreas Leusink (Hrsg.): Gundermann. Von jedem Tag will ich was haben, was ich nicht vergesse … Briefe, Dokumente, Interviews, Erinnerungen. Ch. Links Verlag, Berlin 2018, ISBN 978-3-96289-011-7.
- Falk Rodigast: Gerhard Gundermann über Arbeit. Eine qualitative Studie zur Bindungstheorie und den psychosozialen Funktionen der Erwerbsarbeit. tredition, Hamburg 2018, ISBN 978-3-7469-5761-6.
- David Shirreff: Gundermann. East Germany's Coal Miner Rock Poet. 1. Auflage. Crunch Books, London 2023 (englisch).

### Liederbücher
- Raskadonien. Ein Singspiel für Kinder von der „Brigade Feuerstein“ aus Hoyerswerda. 1983, DNB 203725816.
- Gundermann. Das Liederbuch 1. Herausgegeben von Mario Ferraro. Buschfunk, Berlin 1996, ISBN 3-931925-34-X (42 Liedtexte, davon 35 mit Noten einschließlich aller Titel der Alben Einsame Spitze und Der 7te Samurai).
- Gundermann. Das Liederbuch 2. Herausgegeben von Mario Ferraro. Buschfunk, Berlin 1999, ISBN 3-931925-35-8 (49 Liedtexte, davon 41 mit Noten einschließlich aller Titel der Alben Frühstück für immer und Engel über dem Revier).
- 33 Lieder für Schauspieler. zum Vorsprechen, Studieren und Kennenlernen. Herausgegeben und mit einer Einführung versehen von Frank Raschke. Henschel, Leipzig 2013, ISBN 978-3-89487-728-6, S. 115–138.
- Poesiealbum 338: Gerhard Gundermann. Auswahl Hans-Dieter Schütt. Märkischer Verlag, Wilmenhorst 2019 [2018], ISBN 978-3-943-708-38-7 (34 Texte, 2. Auflage um 4 Texte erweitert).
- Gundermanns Lieder in Europa. „Mit ’nem Lied fang ich erst mal an.“ Internationales Liedprojekt. Symposium, Workshop & Audio-CD, Großräschen / Hoyerswerda, 17.–22.6.2018. Herausgegeben von Gundermanns Seilschaft e. V., Stichting Holländerei und Stowarzyszenie Literacko Muzyczne „Ballada“. Buschfunk, Berlin 2019, ISBN 978-3-931925-41-3.

### Artikel und Artikelserien
- Petra Schwarz, Wilfried Bergholz: Gerhard Gundermann. … trainieren für die Revolution. In: Liederleute. 28 Porträts. Lied der Zeit, Berlin 1989, ISBN 978-3-7332-0053-4, S. 83 ff.
- Klaus-Peter Schwarz: … die die welt nicht bessern können aber möchten … Gerhard Gundermanns Internationalhymnen eines „anderen Deutschland“. In: Berliner Debatte Initial 10 (1999) 2, S. 41–50 (PDF).
- Reinhard „Pfeffi“ Ständer: „Einmal bleiben morgens meine Schuhe leer …“ Ein Leben zwischen Bagger und Bühne. Zum 50. Geburtstag von Gerhard „Gundi“ Gundermann. In: Folker. Nr. 1/2005, S. 26–29 (gundi.de [PDF; 1,1 MB]).
- Gundermann-Kolloquium, Februar 2005. In: Utopie kreativ 177/178 (Juli/August 2005), S. 651–703 (online).
- Ed Stuhler: „Hier bin ich geborn – hier hat mich mein Gott verlorn.“ Das Feature, Deutschlandfunk, 24. Juni 2008 (Manuskript zur Sendung).
- Bernd Lindner: DDR Rock & Pop. Komet, Köln, ISBN 978-3-89836-715-8, Kap. Gerhard Gundermann, S. 204–205.
- Lutz Kirchenwitz: Gundermann, Gerhard. In: Wer war wer in der DDR? 5. Ausgabe. Band 1. Ch. Links, Berlin 2010, ISBN 978-3-86153-561-4.
- Dave Robb: News & Articles ab 2019 (englisch).
- Olaf Sanders: Über Gundermann-Filme und Ost-West-Verwerfungen. In: Kathrin Dreckmann, Carsten Heinze, Dagmar Hofmann und Dirk Matejovski (Hrsg.): Jugend, Musik und Film. De Gruyter / Düsseldorf University Press, Düsseldorf 2022, ISBN 978-3-11-073060-9, S. 267–288, doi:10.1515/9783110730609-014.